# وايلي (باد كاليه)
وايلي، باد كاليه (بالفرنسية: Wailly)‏ هي بلدية تقع في إقليم باد كاليه من منطقة نور با دو كاليه في شمال فرنسا. تبلغ مساحة هذه المدينة 9.83 (كم²)، وترتفع عن سطح البحر 84 م، يبلغ عدد سكانها 1033 نسمة حسب إحصاء المعهد الوطني للإحصاء والدراسات الاقتصادية سنة 2009 م. وترأس Alain Bourdrel البلدية خلال فترة (2008-2014).